# Preuniversitario José Carrasco Tapia
El Preuniversitario José Carrasco Tapia es una organización sin ánimo de lucro que prepara a jóvenes de escasos recursos para rendir las pruebas de selección en las universidades chilenas, y así colaborar en la democratización de la educación superior. Su nombre deriva del periodista José Carrasco Tapia, asesinado por fuerzas de seguridad durante la dictadura de Augusto Pinochet.

## Localización
El preuniversitario realiza sus clases en las dependencias de la Facultad de Ciencias Físicas y Matemáticas de la Universidad de Chile (FCFM), contando con una oficina para fines administrativos ubicada en Av. Tupper 2140 Oficina 4, Santiago Centro (Línea 2, Metro Parque O'Higgins), la cual es facilitada por el Centro de Estudiantes de Ingeniería CEI (Universidad de Chile).

## Historia
El Preuniversitario José Carrasco Tapia fue creado en septiembre de 1989 por un grupo de estudiantes de Ingeniería de la Facultad de Ciencias Físicas y Matemáticas de la Universidad de Chile. Tras ser invitados a preparar clases en una población obrera (villa Pérez Salinas), para ayudar a ingresar a la Universidad a jóvenes de escasos recursos; un grupo de estudiantes decidió realizar las clases en las propias salas de la Universidad e invitar a los estudiantes. Puesto que solo podían prepararlos en las pruebas matemáticas pidieron ayuda a otras facultades de la Universidad de Chile (principalmente de la Facultad de Filosofía y Humanidades y del Instituto Pedagógico).

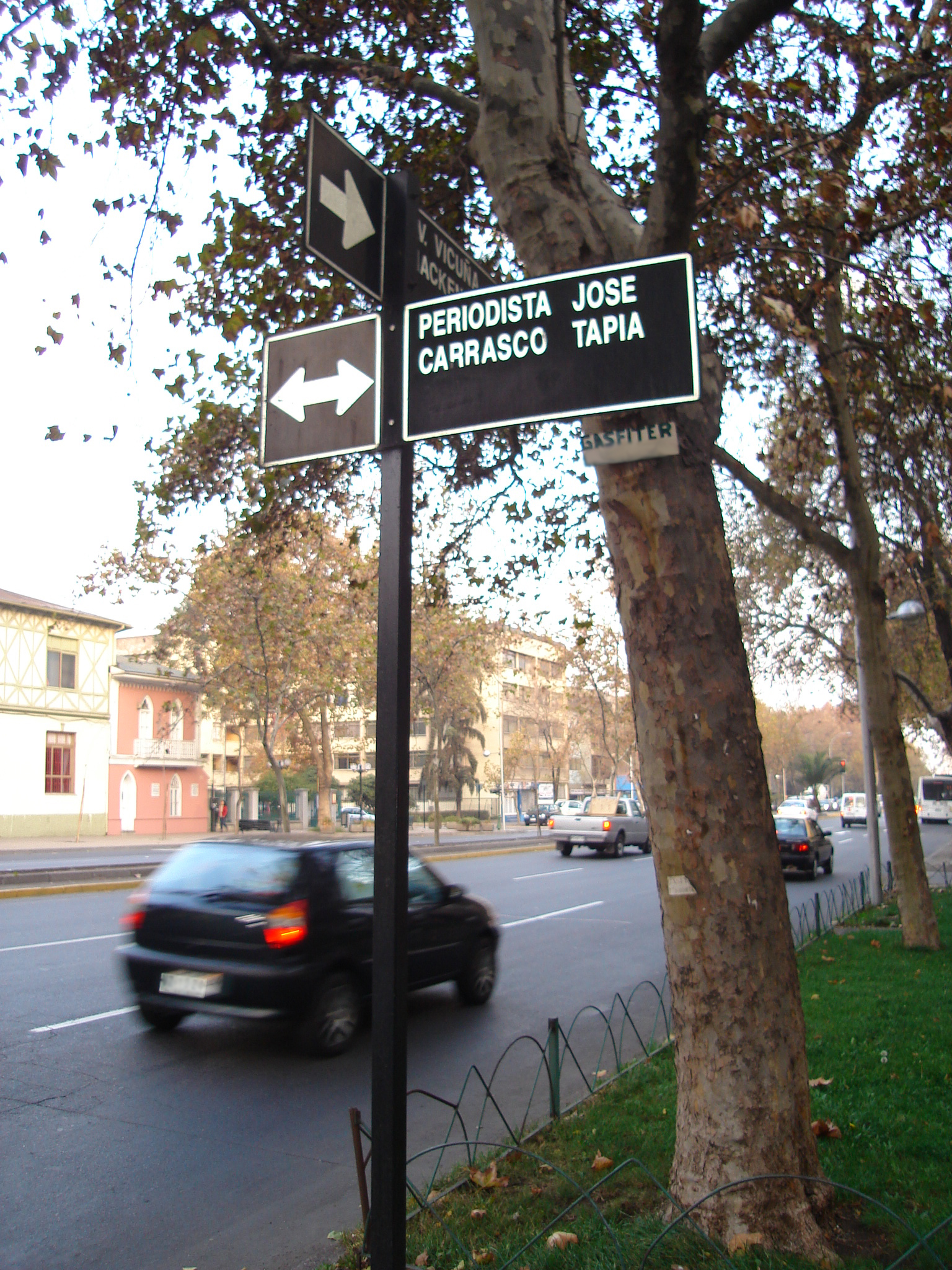
Calle Periodista José Carrasco Tapia.

A medida que se incorporaron nuevos universitarios, esta institución creció en tamaño e importancia hasta ser destacada dentro de la Guía Solidaria, un anexo a la Guía Telefónica y tener un espacio en la publicidad televisiva de dicha guía. Hoy esta institución es publicitada tanto por profesionales de la educación como medios digitales en diversos portales.
Con los años se vio necesaria la presencia no solo de profesores y comenzó a estructurarse con orientadores y con la colaboración de asistentes sociales de la propia Facultad de Ingeniería se comenzó a seleccionar a los alumnos. Durante un tiempo, ante la gran cantidad de alumnos se comienza a usar salas de otras facultades de la universidad, lo que masificó la idea entre los universitarios.
La organización interna y la aprobación de proyectos en estos primeros años, se realizaron en forma democrática entre los voluntarios, hecho que se mantiene hasta la actualidad. Durante la segunda Asamblea General en 1992 se acordó crear una estructura organizativa estable que rigiera esta institución, y se firmaron los Estatutos Preuniversitario José Carrasco Tapia 1992. En ellos se define la asamblea, a los miembros de esta, y a los beneficiados por este preuniversitario, y se crean además los cargos de director, secretario docente, secretario administrativo, secretario finanzas y consejo docente (secretario docente y encargados de áreas de Lenguaje, Matemáticas, Historia, C. Sociales, Biología, Física y Química).
Su sistema se difundió y fue replicado en otras universidades y principalmente en poblaciones obreras de la periferia de Santiago.[cita requerida]
La creación de esta institución le da forma a la figura del Preuniversitario Popular, un agente educativo sin fines de lucro que se populariza al adentrarse en los 90 en todo Chile,[cita requerida] y que se mantiene en el presente.

## Estructura
Todos los profesores (en torno a 62 profesores titulares, estudiantes de pregrado y postgrado de carreras universitarias), directivos y orientadores que forman esta institución son voluntarios. Todo el material empleado (pruebas, guías, mapas, etc.) es creado u obtenido por profesores del preuniversitario. Las salas de clases son facilitadas por la Universidad de Chile y toda su infraestructura.
Los alumnos pagan una cuota para solventar gastos de fotocopias, y si sobra dinero, se utiliza ese dinero para realizar actividades de esparcimiento.
Hoy en día, la estructura administrativa del preuniversitario incluye:
- Un director, un director de finanzas, un director académico, un director de asuntos estudiantiles y un orientador, escogidos por votación directa en asamblea por un periodo de un año.
- Un Consejo Docente, presidido por el director académico, formado por el orientador y los jefes de área de cada departamento.

Funcionalmente el preuniversitario JCT cuenta con varias instancias de participación democrática:
- Reuniones de cada uno de los Departamentos, donde participan todos los profesores del área.
- 4 Asambleas generales ordinarias, donde se discute la gestión de recursos y la realización de procesos. En la última de esta se entrega la cuenta anual de la gestión.
- Asambleas extraordinarias, para cualquier fin que escape a lo discutido en las asambleas ordinarias.

### Directiva Actual
- Director: Benjamín Soto.
- Director de Finanzas: Nicolás Delgado.
- Director académico: Javier Cabrera.
- Coordinación académica: Nicolás Rocha.
- Asuntos Estudiantiles: Andrea Carrasco y Astor Sandoval.

### Cursos
Para su selección se realiza una Prueba de Admisión (para conocer el nivel de los estudiantes y crear planes de trabajo), evaluando principalmente los antecedentes socioeconómicos, y las notas de enseñanza media.
En sus inicios se experimentó dividiendo a los alumnos si cursaban 3º medio o 4º y según puntaje de ingreso. Pronto se desechó esta idea por los problemas que se originaban en los rendimientos. Actualmente las secciones son creadas en torno a la vocación de los alumnos, Biólogos, Físicos, Químicos y Humanistas, no importando si cursan 4º Medio, 3º Medio, enseñanza para adultos o si son licenciados (incluyéndose además algunos alumnos de otras latitudes).

## Actividades extra-programáticas
Se realizan campeonatos de ping-pong y baby fútbol, como parte de las actividades deportivas de la comunidad. También se realizan fiestas, eventos culturales y café concerts, aunque estos dos últimos se llevan a la práctica con menor frecuencia después del derribo del antiguo edificio del Centro de Estudiantes de Ingeniería, ubicado en Beaucheff 851.
El preuniversitario elabora asimismo un pasquín con un tiraje de 400 unidades, de publicación temporal intermitente, pero constante en los años, llamada "Pepone". Su objetivo es informar de manera efectiva, jocosa y sin censura a los miembros de la comunidad sobre los acontecimientos de esta y de Chile.

## Resultados
El preuniversitario José Carrasco Tapia logró que en el proceso de admisión 2010 a las Universidades Chilenas el 93% de sus alumnos alcanzan los 475 puntos, que corresponde al puntaje mínimo de postulación para acceder a becas como el Fondo Solidario de Crédito Universitario y el Crédito con garantía del Estado.
Los resultados promedio obtenidos corresponden a:
- 581 en Lenguaje.
- 584 en Matemáticas.
- 592 en Historia y ciencias Sociales.
- 570 en Ciencias.

## Postulación
Actualmente la Postulación se lleva a cabo en dos procesos independientes, separados temporalmente.
Ambos, incluyen un primer paso de postulación web, y posteriormente acreditación presencial de antecedentes, prueba de admisión y matrícula.
El primero proceso de Admisión se realiza entre diciembre y principio de enero; y el segundo se realiza entre fines de febrero y mediados marzo.
Para ambos procesos se requiere cumplir con los requisitos:
- Egresar el año en que cursarás el preuniversitario, o haber egresado anteriormente de la educación media (con licencia de cualquier año), o estar regularizando la licencia media mediante un colegio para adultos, o tener convalidación de estudios desde el extranjero.
- Ingresar los datos personales y socioeconómicos en el formulario de postulación web disponible en la página de postulación de la institución, y seguir las instrucciones.

## Galería

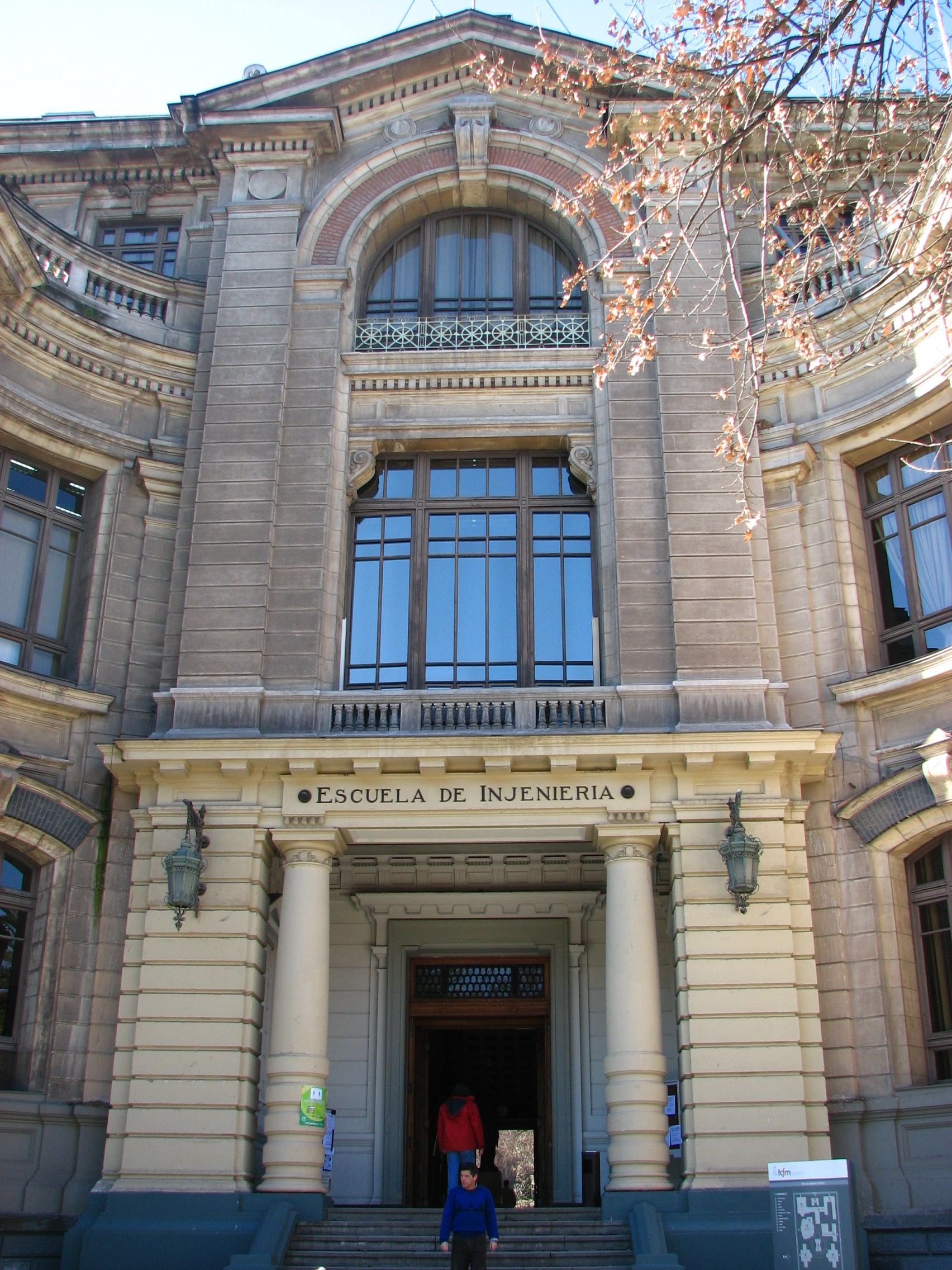
Frontis del Edificio Escuela de la Facultad de Ciencias Físicas y Matemáticas de la Universidad de Chile.